# جيغسو (شخصية سلسلة سو)
جيغسو (بالإنجليزية: Jigsaw)‏ هو شخصية خيالية في سلسلة أفلام الرعب سو. ظهر لأول مرة في فيلم سو الجزء الأول في عام 2004 حيث يمثل دور القاتل، كما ظهر في الجزئين الثاني والثالث. يقوم بدور هذه الشخصية الممثل الأمريكي توبين بل. في سلسلة أفلام سو يقوم جيغسو بقتل كل من لا يعطي قيمة لحياته ويعرضه لاختبار الموت وهو ليس مسؤولاً بشكل مباشر عن اغتيالهم إنما يدير اختبارات مميتة حيث يقول بأن مستقبل الضحايا يعتمد على قدرتهم على البقاء على قيد الحياة. لذا قام بنصب أشراك للإيقاع بأولئك الضحايا بسبب مشاكل في حياته الشخصية. لا يعتبر جيغسو نفسه قاتلاً بل يربط موتهم بفشلهم في تلك الاختبارات.
إحدى أفضل شخصيات الرعب «المنشار»، طريح الفراش ومصاب بالسرطان ولكنه يستطيع السيطرة على ضحاياة حتى وهو بعيد عنهم، يتمكن من الابتعاد عن ضحاياه بعد الحزء الأول ويعلم إنه مصاب بالسرطان في الجزء الثاني ولكن عملية القتل مستمرة، ثم وفي الجزء الثالث هو طريح الفراش وفي أدنى حالات القوة، ويعمل له جراحة في دماغة، ولعبة القتل مستمرة أيضا، وفي نهاية الجزء يتمكن من قتله، فيموت جيغسو، ولكن أللعابة المثيرة لا زالت مستمرة حتى إلى الجزء الخامس.

## بداية منشار التخريم
مهندس مدني ناجح، وكرس جهودة مع زوجته جيل وفتح لها مركزا لتأهيل مدمني المخدرات، ثم تفقد جيل إبنها غير المولود، وهو ابن جون بسبب الأعمال غير المعتمدة لمدمن المخدرات سمت سيسيل ثم هرب، جون حزن على خسارة ابنه، وابعد نفسة عن اهلة واصدقائة.
طلق زوجته جيل بعد ذلك، ووجد نفسه بعد محاولة عملية انتحار متفرغا لإعداد اختبارات لأشخاص تلزمهم لتغيير انفسهم وإيجاد هدف لحياتهم، فقد صمم اختبار لسيسيل، ثم يتعرف على اماندا وهي واحدة من الذين نجوا من أولى اختباراته، وقيدا الدكتور الذي شخص سرطان جون «د. لورانس» في حمام مع المصور ادم الذي استخدم لتصوير لورانس وهو يخون زوجته، ثم يقطع لورانس قدمة ليهرب ويترك ادم يواجه الموت، فتعود اماندا لخنق ادم كـ موت رحمة.